# Jean Francis Auburtin

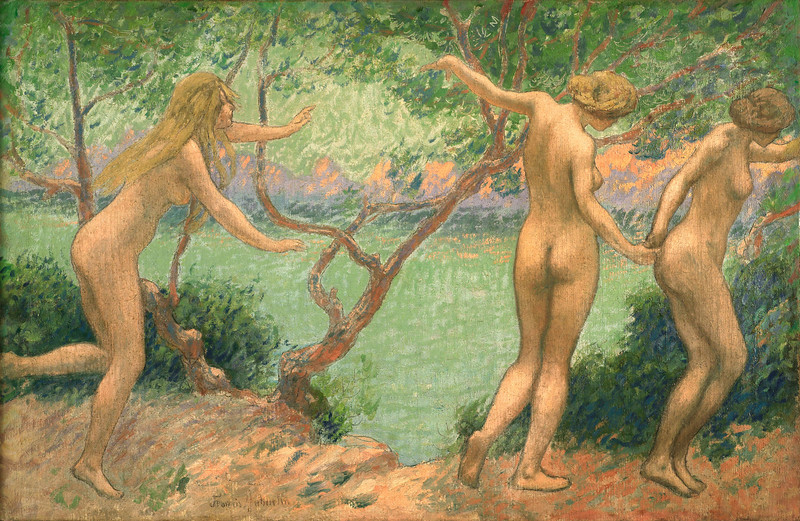
Die drei Grazien in Porquerolles

Jean Francis Auburtin (* 2. Dezember 1866 in Paris; † 22. Mai 1930 in Dieppe, Département Seine-Maritime) war ein französischer Maler (Symbolismus).

## Leben
Auburtin war der älteste Sohn des Architekten Alexandre Émile Auburtin (1838–1899) und dessen Ehefrau Louise Marion. Er hatte noch drei Geschwister. Die Familie war in der Zweiten Republik von Lothringen in die Hauptstadt gekommen. Mit neun Jahren besuchte Auburtin ab 1875 die École Alsacienne (6. Arrondissement), eine Privatschule wo u. a. André Gide und Pierre Louÿs seine Mitschüler waren.
Sofort im Anschluss seiner Schulzeit wurde Auburtin Schüler im Atelier des Malers Louis-Théodore Devilly (1818–1886) in die Lehre. Später studierte mit dessen Unterstützung an der École des Beaux-Arts (EBA) in Paris. Obwohl Auburtin durch seine Lehrer dazu ermutigt worden war, bewarb er sich nicht um den Prix de Rome.
Am 3. November 1892 heiratete Auburtin in Paris Marthe Deloye, eine Tochter von General Félix Deloye (1837–1909). Kennengelernt hatte er Marthe durch deren Bruder, der ebenfalls an der École Alsacienne Schüler war. Das Ehepaar begab sich 1893 auf eine lange Hochzeitsreise durch Italien.
1897 studierte Auburtin die maritime Flora und Fauna in den Aquarien Roscoff und Banyuls-sur-Mer. Aus den Skizzen entstand 1898 ein den Meeresboden darstellendes Gemälde für das Zoologische Amphitheater in der Sorbonne.
Jean Francis Auburtin unternahm viele Studienreisen durch Frankreich.  Er besuchte die Mittelmeerinseln Porquerolles, die Bretagne, Korsika und die Pyrenäen.
1901 entwarf Auburtin auf Vorschlag des Architekten Marius Toudoire die Malereien im Restaurantsaal des Lyoner Bahnhofs in Paris. Vom Entwurf blieben nur Skizzen erhalten.
Auburtin entdeckte 1904 die Ortschaft Varengeville-sur-Mer für sich. 1907 kaufte er dort ein Grundstück und bat seinen Bruder, den Architekten Jacques Marcel Auburtin (1872–1926), ein Haus für ihn zu planen.
Jean Francis Auburtin malte hauptsächlich idyllische Landschaften und Gestalten tanzender Frauen. 1914 porträtierte er die amerikanische Tänzerin Loie Fuller und von 1909 bis 1920 das Tanzensemble von  Isadora Duncan. Die Struktur seiner Bilder ähnelt der Freskenmalerei.
Jean Francis Auburtin starb 1930 in Dieppe und fand auf dem Cimetière marin von Varengeville-sur-Mer (Département Seine-Maritime) seine letzte Ruhestätte.

## Ehrungen
- 1892 Prix Fortin d’Ivry für sein Gemälde Depart d’Ulysse et de Penelope pour Ithaque
- 1900 Ritter der Ehrenlegion
- 1912 Offizier der Ehrenlegion
- 2005 konstituierte sich die „Association des amis et descendants de Jean Francis Auburtin“